# ثلاثي (مصطلح جنسي)
في العلاقات الجنسية الإنسانية الثلاثي أو الثالوث (بالإنجليزية: Threesome) هو نشاط جنسي ينطوي على ممارسة جنسية بين ثلاثة أشخاص في نفس الوقت. يُمكن أن يُشير الثلاثي أيضا إلى مثلث الحب أو علاقة عاطفية قائمة بين ثلاثة أشخاص. وعلى الرغم من أن الثلاثي الأكثر شيوعا من الناحية التطبيقية هو النشاط الجنسي الذي يرتكز على ثلاثة مشاركين وقد يشمل زوجين وطرف ثالث أو حتى مجرد عشيقات لا غير.
يُعتبر الثلاثي شكل من أشكال الجنس الجماعي ولكن تتميز هذه الطريقة بأنها بين ثلاثة أشخاص فقط. وقد تحدث متكررة أو منفردة خاصة إذا ما تعلق الأمر بثلاثة أصدقاء كما يُمكن أن يتعلق النشاط الجنسي بالتبادل، ونادرا ما يحصل عشوائيًا باستثناء بعض الحالات مثل العربدة والسكر وبذا فقدان العقل وممارسة جنس ثلاثي أو في حالة الاغتصاب الجماعي شريطة أن يكون عددهم ثلاثة.
تُعد اليوم طريقة الثلاثي عنصرا مشتركا مع الخيال الجنسي وغالبا ما تصور في المواد الإباحية ومن النادر فعلا وجوده وتحقيقه على أرض الواقع.

## مصطلح الثلاثي حسب الميول الجنسي
الأشخاص الذين يُشاركون في الجنس الثلاثي قد يكونون أشخاص عاديين ذو توجه جنسي طبيعي كما يُمكن أن يكونوا ذو توجه جنسي مغاير أو مختلف. يجري عند ممارسة الجنس الثلاثي الانخراط في ممارسات جنسية مختلفة وعديدة مثل الجماع العادي، جماع الشرج جماع الفم أو حتى الاستمناء المتبادل. واحد أو أكثر من المشاركين قد ينخرط في الشبق الذاتي خلال النشاط الجنسي على غرار الاستمناء وربما قد لا يتصل جسديا مع المشاركين الآخرين، وقد ورد خلاف في هذه النقطة فمن غير المعروف ما إذا كان يجب تسمية «ثلاثي» حتى على الممارسة الجنسية التي لا ينخرط فيها الطرف الثالث بل يكتفي بالمشاهدة والاستمتاع وربما الاستمناء كأقصى ما يُمكن القيام به خاصة بعد ظهور عدة مفاهيم تُلخص هذا الوضع مثل شهوة التلصص أو الرغبة في مشاهدة زوجته تُجامع أمامه من قبل شاب آخر.
عندما يتعلق الأمر بالمغايرين جنسيا فمصطلح الثلاثي هنا ينطوي بالذات على ممارسة جنسية تجمع بين رجلين وامرأة واحدة أو امرأتين مع رجل واحد. أما عندما يتعلق الأمر بمزدوجي الميول الجنسية فمصطلح الثلاثي حينها سيشير لممارسة جنسية تجمع بين رجل ورجل في حين تستمتع المرأة (الطرف الثالث) في مشاهدتهما وقد تُشارك هي الأخرى في العملية الجنسية لكن الأهم _بالنسبة لمزدوجي الميول_ هو حصول جماع بين شخصين من نفس الجنس. مفهوم الثلاثي بالنسبة لمزدوجي الميول لا يتوقف على الممارسة الجنسية بين رجلين فقط وحضور امرأة ثالثة بل قد يحدث العكس؛ حيث من الممكن ممارسة العملية الجنسية بين امرأتين من نفس الجنس في ظل حضور رجل كطرف ثالث قد يُشارك وقد يكتفي بالمشاهدة والاستمتاع دون مشاركة فعلية. أما عندما يتعلق الأمر بمثليي الجنس فمصطلح الثلاثي هنا يُشير لحصول تواصل جنسي بين ثلاث من نفس الجنس سواء كانوا رجالا أو نساء.

## وضعيات الجنس
الممارسة والنشاط الجنسي بالنسبة لمفهوم «الثلاثي» قد يجري في عدد من الوضعيات، وهذه بعض من الأمثلة:

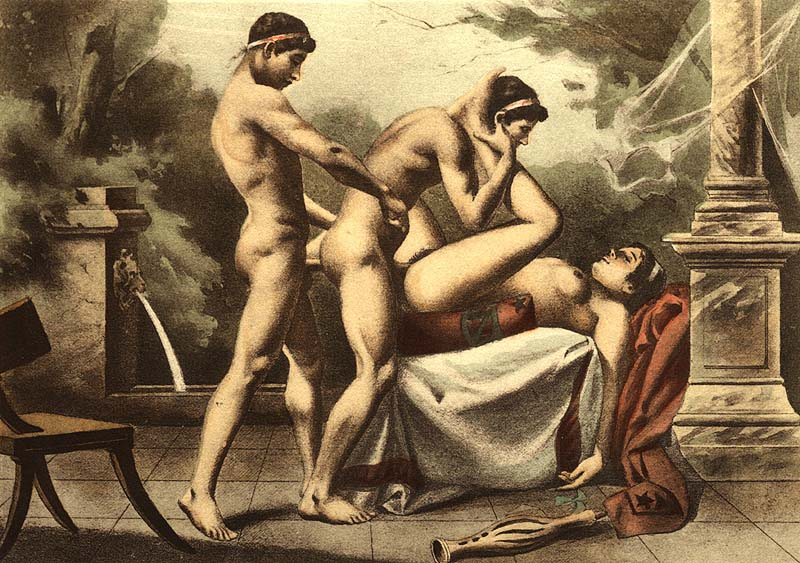
لوحة للرسام إدوارد هنري أفريل: ممارسة جنسية بين ثلاثي تنطوي على رجلان وامرأة
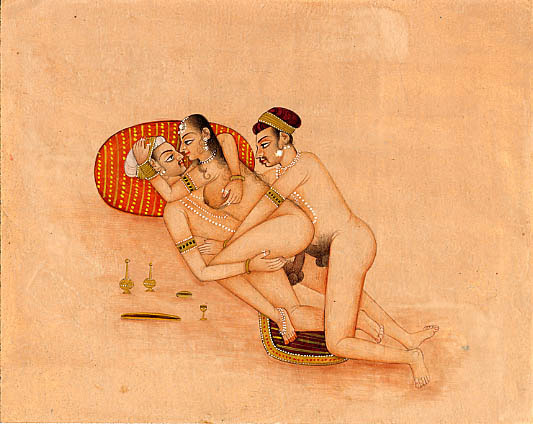
ممارسة جنسية بين ثلاثي تنطوي على اختراق مزدوج
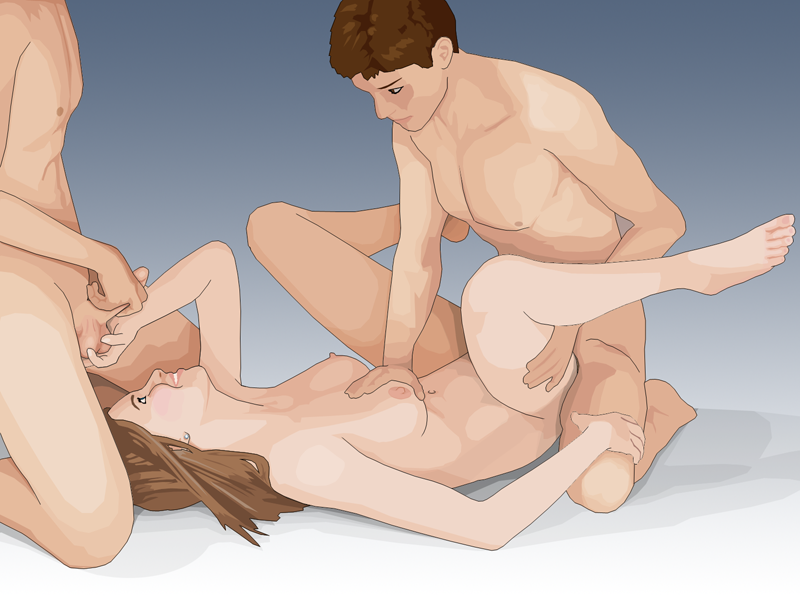
ممارسة جنسية بين ثلاثي تنطوي على رجلان وامرأة
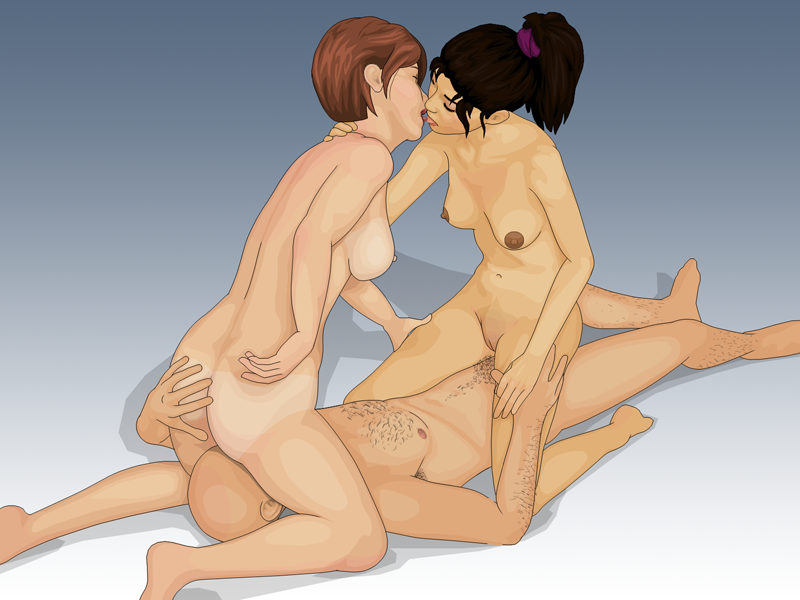
ممارسة جنسية بين ثلاثي تنطوي على امرأتان ورجل واح

## وسائل الإعلام
ظهر مفهوم الثلاثي في مجموعة من الأفلام المختلفة حيث حاول الكثير من المخرجين التطرق له ومحاولة توضيحه، ولعل أبرز الأفلام التي تطرقت لهذه «العملية» كان فيلم برتقالة آلية، وكذلك فيلم ذئب وول ستريت.